# دهمة ثلجية
الدهمة الثلجية أو بهق(باللاتينية: Monsonia nivea) نوع نباتي يتبع جنس الدهمة من الفصيلة الغرنوقية.

## الموئل والانتشار
موطنها بلاد الشام ومصر والمغرب العربي واليمن.

## مرادفات للاسم العلمي
- (باللاتينية: Erodium niveum Decne.)
- (باللاتينية: Erodium bonacellii Pamp.)